# Luffia lichenosa
Luffia lichenosa är en fjärilsart som beskrevs av Geoffroy 1785. Luffia lichenosa ingår i släktet Luffia och familjen säckspinnare. Inga underarter finns listade i Catalogue of Life.